# Clase Kildin
La clase Kildin fue una serie de destructores construidos para la Armada Soviética a finales de los años 50. Fueron una versión armada con misiles de la clase Kotlin. En cuatro buques le fueron instalados misiles antibuque KSShch, denominado SS-N-1 Scrubber por la OTAN. Cuando este modelo de misil quedó obsoleto tres buques de la clase fueron modernizados al estándar Proyecto 56U. La designación soviética de esta clase es Proyecto 56M. La clase recibe el nombre por la isla Kildin.

## Variantes y mejoras

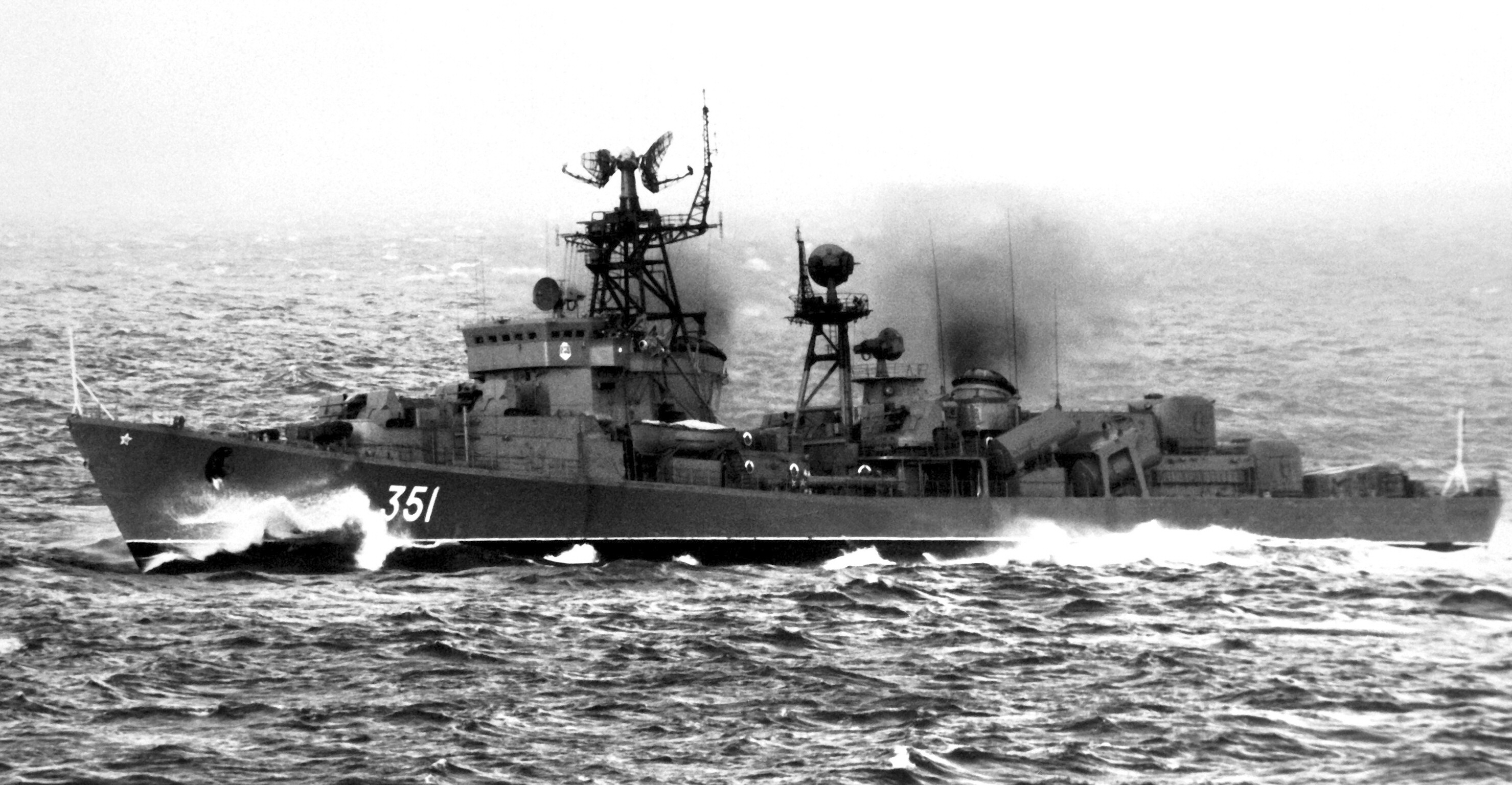
El Prozorlivyy en 1982 mientras observaba las operaciones del buque anfibio de comando USS Mount Whitney (LCC-20) durante los ejercicios NORTHERN WEDDING '82.

- Proyecto 56U: modernización realizada a tres unidades (Beddovyy, Neulovimyy y Przorlivyy). Le fueron eliminados los lanzadores del SS-N-1 y en su lugar fueron instalados cuatro misiles P-15 Termit, designados SS-N-2A Styx por la OTAN, 2 cañones AK-726 de 76 mm, eliminación de los radares Fut y Rif e instalación del radar aire/superficie MR-310 (en el Beddovyy se instaló el radar aire/superficie Topaz IV), eliminación del sistema antisubmarino RKU-36 e instalación del sona MGK-335 Platina (en el Beddovyy se instaló el modelo Pegas-2M).
- Proyecto 56E: instalación de cañones SM-2-1, no realizado.

Tanto el Beddovyy como en el Neuderzhimyy se realizador modernizaciones, al primero le fueron reemplazados sus cañones SM-20ZIF por cuatro ZIF-75 y se le amplió el número de tubos lanzatorpedos, al segundo se le instaló el rada aéreo P-10 y el sonar MG-409.

## Buques

### Proyecto 56M
| Nombre  | Iniciado  | Botado     | Alta       | Baja       | Astillero |
| ------- | --------- | ---------- | ---------- | ---------- | --------- |
| Bedovyy | 1.12.1953 | 31.07.1955 | 30.06.1958 | 25.04.1989 | Nikoláyev |

### Proyecto 56EM
| Nombre       | Iniciado   | Botado      | Alta       | Baja       | Astillero   |
| ------------ | ---------- | ----------- | ---------- | ---------- | ----------- |
| Prozorlivyy  | 1.09.1956  | 30.07.1957  | 30.12.1958 | 24.06.1991 | Nikoláyev   |
| Neulovimyy   | 23.02.1957 | 27.02.1958  | 30.12.1958 | 19.04.1990 | Leningrado  |
| Neuderzhimyy | 19.01.1955 | 724.05.1958 | 30.12.1958 | 10.04.1987 | Amur        |
| Neukrotimyy  |            |             |            |            | No iniciado |

## Flotas
- Flota del Báltico: Neulovimyy
- Flota del Mar Negro: Bedovyy, Prozorlivyy
- Flota del Pacífico: Neuderzhimyy